# Pustkowie Jędrzejewskie
Pustkowie Jędrzejewskie – część wsi Świnków w Polsce położona w województwie wielkopolskim, w powiecie krotoszyńskim, w gminie Krotoszyn.
Pustkowie Jędrzejewskie wchodzi w skład sołectwa Świnków.
W latach 1975–1998 Pustkowie Jędrzejowskie położone było w województwie kaliskim.